# 島田敏
島田 敏（しまだ びん、1954年〈昭和29年〉11月20日 - ）は、日本の声優、俳優である。新潟県新潟市出身。青二プロダクション所属。日本俳優連合理事。既婚。

## 経歴

### キャリア

#### 舞台俳優として
高校時代、地元のアマチュア劇団に参加していたという。大東文化大学経済学部に進学後、その劇団で一緒だった人物がテアトル・エコーの養成所の願書をもらいに行く時に道案内を頼まれたという。ついでに願書をもらって受けたところ、養成所第一期生として合格し、2年目に劇団研究生になったという。その頃は芝居漬けで、演技だけではなく、裏方もしており、大道具をたたいたり、代役したり、プロンプつけたり、稽古したりしていたという。劇団の公演だけではなく、外部の芝居にも出演させてもらったという。
エドワード・オールビー原作の『アメリカの夢』の青年役で初舞台。

#### 声優として
若い頃は俳優志望であり、声優には興味がなかったが、「後学のために」と『バルジ大作戦』の吹き替え現場へ出演する納谷悟朗と村越伊知郎の付き添いで見学に来たところ、音響監督の春日正伸から突然出演を命じられ、いきなり初アテレコをすることになったとのこと。同時に偶々テアトル・エコーには声の仕事をしていた人物が多かったためオーデションを受けたが、特に声の仕事をやりたいというわけではなかった。表現者という意味では、舞台で表現、ラジオドラマ、ナレーションと多数あるため「表現者として何かできればいいな」と思っていた。オーディションで合格したものの、最初の頃は「下手くそだ」と散々に言われていたという。
その後、洋画の吹き替えを何度か経験した後に1978年、『宇宙魔神ダイケンゴー』のユーガー役でアニメデビュー。以降は、数々の作品で活動している。
テアトル・エコーに入団してから間もなく劇団の先輩から「日俳連の活動に参加しませんか」と誘われて日本俳優連合に参加したという。

## 人物
趣味はマジック、読書、観劇。読書のジャンルは様々だが、特に時代物や経済物などの小説が多いという。
好きな言葉は、黒人初のメジャーリーガーになったジャッキー・ロビンソンの「不可能の反対は可能ではない。挑戦だ。」であり、いつも心を奮い立たせてくれるという。

### 特色
音域はE - A。方言は新潟弁。
役柄としては、主役・脇役を問わずどこかしら坊ちゃん育ちを感じるキャラクター、ヒーローなど幅広い役柄を演じ分けている。気の良い優男でも知られている。
吹き替えではスティーヴ・カレルやマーク・ハミルの声を多く担当している。
「スーパー戦隊シリーズ」では幹部クラスに相当する悪役を多く演じている。東映公式からも「シリーズファンにはお馴染み」と紹介され、『海賊戦隊ゴーカイジャー』では「アフレコでは朝から晩まで声を出しっぱなしでどの登場人物よりも喋っていて、実はハリケンジャー編の一番の功労者かもしれない」と紹介された。
ゲーム「スーパーロボット大戦シリーズ」では一般兵の声を幾度も演じたことがあり、プロデューサーの寺田貴信に「キング・オブ・スパロボ一般兵」と評されたことがある。島田が担当する一般兵を指して「島田兵」と呼ばれることもある。
『ドラゴンボールシリーズ』ではブロリー役を演じており、セリフ自体がとても少ない役だが、秘めた感情を爆発させて、テンションをいきなりMAXにまで持って行く必要があった。島田は声が大きかったりしたため、そういう部分もあり抜擢されたかもしれないという。飯をいっぱい食べて、力をつけてから収録に臨んでいた。孫悟空役の野沢雅子によると、当時のプロデューサーだった森下孝三が、島田の芝居が好きでとても信頼していたことから、重要な敵役を任せたかったと語る。収録の時も、「額の血管が切れちゃうんじゃないか」というくらい、凄い迫力だったという。
『スクライド』においては脚本担当の黒田洋介が「島田さんは悪役に出来ない」として、瓜核を人情深いキャラクターへと変貌させた。
2005年劇場アニメ『機動戦士Ζガンダム A New Translation』のアフレコのテスト録音で音響監督の藤野貞義にパプテマス・シロッコの役作りが変わっていることを指摘され、昔を思い出しながら改めて丁寧に役作りしたという。シロッコについては彼なりの世界観や正義があったと述べ、自身がやってきた悪役の中でも燦然と輝く際立った役であると語っている。
2010年に病気療養のために役を降りた青野武に代わり、『ちびまる子ちゃん』のおじいちゃん（さくら友蔵）役を同年6月27日放送回より引き継いだ。初収録時は、長く愛されている番組で不安もあり気が重かったが、スタジオに入った瞬間に拍手で迎えられ「おじいちゃん、ここお座りください!」と言われて涙が出そうになったという。このことを、「これまでのキャリアの中で思い入れのあるキャラクター」という質問に対して、役ではなくチームとして『ちびまる子ちゃん』を挙げてインタビューに答えている。なお同年以降は『ちびまる子ちゃん』以外にも青野が受け持っていた役を数多く引き継ぐようになった。

### エピソード
過去、自転車の盗難に遭い、交番に被害届を出した際、職業に「自由業」と答えたが、警官に詳細を求められ、「声優」と答えたら、「エルドランシリーズの島田敏さんですか!」と驚かれたという。その後、警官に激励され、無事に自転車も戻ってきたと話した。
40代前半に網膜剥離で入院し手術を受けたが、再手術が必要になり、2週間入院。レギュラー番組に代役を立てたり、出演分を抜いて収録したりしてしのいだという。その時に仕事に対する責任感から、復帰まで落ち着かない日々を過ごしていたという。
持病の腰痛の対策として、腹筋と背筋を鍛えるために水泳に通っている。また、同じ青二プロ所属の田中真弓と共に、テアトル・エコー同期入団の盟友で糖尿病のために左足を切断し右目を失明した俳優、安西正弘への支援をおこなっていた（安西は2009年に現場復帰）。龍田直樹の声優グループ「龍のとなり」のメンバーである。龍田からは「敏ちゃん」と呼ばれており、仲が良い。事務所の後輩で島田や龍田と一緒に仕事する機会が多かった野島健児は「2人とも見ている僕まで楽しくなるほど生き生きと仕事をされる」「本当にこの仕事が好きなんだな」とありありと感じたという。

### NOMORE 無断生成AI
2024年、山寺宏一、梶裕貴ら他の有名声優26名と共同で、本人に無断で学習・生成される生成AI音声や映像に反対する有志の会として『NOMORE 無断生成AI』を結成した。声明文では「やった覚えのない朗読や歌、そして声そのものが、ネット上に公開され、時に販売」される現状への強い懸念が表明され、「平和的な認識のすり合わせのための議論を有識者も交えて行い、文化的なルール作り」を行うことを提言した。

## 出演
太字はメインキャラクター。

### テレビアニメ
1978年
- 宇宙魔神ダイケンゴー（ユーガー）

1979年
- ドラえもん（テレビ朝日版第1期）（1979年 - 2004年、ゴンザ 他）

1980年
- 伝説巨神イデオン（ギャバリー・テクノ〈3話〉、要員、バルバ、兵士）
- トム・ソーヤーの冒険（インディアン、黒人、ボブ）
- 魔法少女ララベル
- 無敵ロボ トライダーG7（一郎）

1981年
- 怪物くん（イモンガー）
- 銀河鉄道999（サブデンドロ）
- 最強ロボ ダイオージャ（1981年 - 1982年、デュラン、ニール）
- 太陽の牙ダグラム（兵士、ゲリラ 他）
- 鉄腕アトム（係員A）
- 忍者ハットリくん
- ハロー!サンディベル（医者、ウォルター、ジョージ、測量士 他）
- まいっちんぐマチコ先生（リングアナ、アナウンサー）
- ワンワン三銃士（1981年 - 1982年、隊士、工事人）

1982年
- うる星やつら（1982年 - 1986年、水乃小路飛麿〈トンちゃん〉〈2代目〉 他）
- 銀河烈風バクシンガー（ケイ・マローン、サイトー、兵士 他）
- ゲームセンターあらし（係員、船員D、生徒D、客D、子分D 他）
- さすがの猿飛（教官、鷹塔）
- The・かぼちゃワイン（男子生徒A、佐倉）
- 新・ど根性ガエル

1983年
- 愛してナイト（山田坂）
- イタダキマン（サーゴ浄、大吉くん）
- 機甲創世記モスピーダ（スティック）
- キャプテン翼（片桐〈初代〉）
- 銀河疾風サスライガー（スージーの父 他）
- スプーンおばさん（キツネ）
- 装甲騎兵ボトムズ（1983年 - 1984年、兵士、男 他）
- パーマン
- プラレス3四郎（弟子、フロント係）
- 未来警察ウラシマン（ベン）

1984年
- 機甲界ガリアン（1984年 - 1985年、兵B、男D、村人B、アテルナ 他）
- 巨神ゴーグ（若者、ゼノン）
- 重戦機エルガイム（アントン・ランドー、チャイ・チャー、ムト、メッシュ・メーカー）
- 星銃士ビスマルク（1984年 - 1985年、リチャード・ランスロット）
- チックンタックン
- 超時空騎団サザンクロス（シャルル・ドゥ・エトワード）
- 牧場の少女カトリ（クスター〉
- 夢戦士ウイングマン（斉藤 / ナァス）
- よろしくメカドック（ジョーカー、二階堂、チーフ）
- らんぽう
- ルパン三世 PARTIII

1985年
- 機動戦士Ζガンダム（パプテマス・シロッコ）
- ダーティペア（技術者A）
- 超獣機神ダンクーガ（ブライアン）
- 北斗の拳（1985年 - 1986年、ユダ、リーダー）
- 忍者戦士飛影（ソノダ）
- 名探偵ホームズ（デビット）

1986年
- 宇宙船サジタリウス（1986年 - 1987年、トッピー）
- がんばれ!キッカーズ（堀江光太郎）
- 機動戦士ガンダムΖΖ（ニキ少尉、ニー・ギーレン）
- ゲゲゲの鬼太郎（第3作）（閣僚B）
- 三国志II 天翔ける英雄たち（兵士）
- 青春アニメ全集
  - 「潮騒」（久保新治）
  - 「ビルマの竪琴」（小林上等兵）

- ハイスクール!奇面組（1986年 - 1987年、真実一郎）
- マシンロボ クロノスの大逆襲（ジンギ、バトルロック・マルス、アンバーマン）
- メイプルタウン物語（ビリー）
- めぞん一刻

1987年
- 機甲戦記ドラグナー（1987年 - 1988年、カール・ゲイナー、レーダー手、ジン、ホルツ、アール、オペレーター）
- グリム名作劇場（1987年 - 1988年、ハンス、ヒョッコ、脱走兵）
- 新メイプルタウン物語 パームタウン編（セターレ）
- ついでにとんちんかん（名無しのゴンベエ）
- マシンロボ ぶっちぎりバトルハッカーズ（プロトンの政）

1988年
- F-エフ
- おそ松くん（第2作）（ドロボーB）
- 小公子セディ（ウィルキンス）
- 聖闘士星矢（ハーゲン）
- 闘将!!拉麵男（ジャッキー・李）
- ひみつのアッコちゃん（大西機長）
- ミスター味っ子（坂田金吾）
- 夢見るトッポ・ジージョ（パク）

1989年
- かりあげクン（田中）
- 機動警察パトレイバー（新堀）
- ジャングル大帝（ミハイル、スチュワート）
- 獣神ライガー（1989年 - 1990年、ドル・コマンド）
- 新グリム名作劇場（ヨハン、狩人）
- 魔動王グランゾート（1989年 - 1990年、スネッケル、カマキッド、オンザロック）
- らんま1/2（大文字煎太郎、土木修行者 他） - 2シリーズ

1990年
- NG騎士ラムネ&40（ゴールドスケザーン）
- からくり剣豪伝ムサシロード（ドクガンリュウ）
- キャッ党忍伝てやんでえ（バクハツ5号）
- 昆虫物語 みなしごハッチ（シャックリ）
- ジャングルブック・少年モーグリ（ニール）
- たいむとらぶるトンデケマン!（忍者、ホームズ）
- 平成天才バカボン（若者）
- 魔神英雄伝ワタル2（ハンブンブルグ兄、ウーロン、カモシレーヌ）
- 魔法使いサリー（クラーク）
- ロビンフッドの大冒険（1990年 - 1992年、リトル・ジョン）
- 私のあしながおじさん（ジミー・マクブライド）

1991年
- OH!MYコンブ（アメの海）
- 機甲警察メタルジャック（マネージャー）
- ゲンジ通信あげだま（原田カツオ〈ツリパン〉、カッチ、モデム 他）
- 楽しいムーミン一家（アントン）
- 絶対無敵ライジンオー（1991年 - 1992年、エルドラン、小島勉、仁の父）
- それいけ!アンパンマン（1991年 - 1994年、モオさん〈初代〉、エビくん、ショウガナイさん〈初代〉）
- 新世紀GPXサイバーフォーミュラ（日吉明、アナウンサー、ジャッキー・グーデリアン）
- 丸出だめ夫（ヌー坊、従者、格さん）
- 横山光輝 三国志（1991年 - 1992年、程昱〈初代〉、孫堅）

1992年
- キテレツ大百科（1992年 - 1995年、花丸菊之丞〈初代〉、田吾作、ラグス、大貫、目黒 他）
- 元気爆発ガンバルガー（1992年 - 1993年、流崎力哉 / レッドガンバー、エルドラン、レツアーク）
- 大草原の小さな天使 ブッシュベイビー（ヘンリー・ラザフォード）
- 南国少年パプワくん（1992年 - 1993年、東北ミヤギ）
- 伝説の勇者ダ・ガーン（1992年 - 1993年、根元巡査〈根本正〉、ビッグランダー / ランドバイソン、少年隊）
- 美少女戦士セーラームーン（雄一郎）
- ファンタジーアドベンチャー 長靴をはいた猫の冒険（アロイス）
- まぼろしまぼちゃん（げん太）
- ヨーヨーの猫つまみ（ドク）

1993年
- 剣勇伝説YAIBA（剣十郎）
- しましまとらのしまじろう（1993年 - 2012年、ドット、みみりんのパパ〈緑原草太〉、マルオ） - 4シリーズ
- 超電動ロボ 鉄人28号FX（ドク）
- ツヨシしっかりしなさい（鷺野良人）
- ドラゴンボールZ（1993年 - 1995年、チンピラB、西の界王）
- 熱血最強ゴウザウラー（1993年 - 1994年、白金太郎、エルドラン、高木俊夫）
- 勇者特急マイトガイン（納豆親父、白骨丸）

1994年
- 七つの海のティコ（エンリコ）
- ママレード・ボーイ（松浦要士、マスター）
- 勇者警察ジェイデッカー（ドインク）

1995年
- アニメ世界の童話（コオロギ、白ウサギ、かかし）
- 空想科学世界ガリバーボーイ（満月男爵）
- 獣戦士ガルキーバ（ダンス）
- スレイヤーズ（1995年 - 1996年、ザングルス） - 2シリーズ
- 魔法陣グルグル（1994年版）（ヤンバン）

1996年
- 快傑ゾロ（オロ）
- ゲゲゲの鬼太郎（第4作）（1996年 - 1998年、赤羽、筒井俊彦、大泉助手、ブエル、室田、猫ショウ）
- セイバーマリオネットJ（ヘンリー大山）
- 逮捕しちゃうぞ（1996年 - 2008年、中嶋剣） - 3シリーズ + 特別編2作品
- 超者ライディーン（スペクター）
- ドラゴンボールGT（1996年 - 1997年、ソンパラ、スー五郎）
- B'T-X（ハロウィン）
- 名犬ラッシー（ハミルトン、ロバート・カリー先生）

1997年
- 金田一少年の事件簿（小林星二）
- 中華一番!（1997年 - 1998年、リー提督の部下、料理人A、客A、張大人）
- ポケットモンスター（アキハバラ博士）
- みすて♡ないでデイジー（キンちゃん）

1998年
- ドクタースランプ（1998年 - 1999年、ニコちゃん大王、署長、ヤギ先生）
- まもって守護月天!（プロデューサー）
- 遊☆戯☆王（赤星昇太郎）
- ヨシモトムチッ子物語（アカトンボニシカワ）

1999年
- イソップワールド（コーモリボーイ）
- BLUE GENDER（テッド）
- Bビーダマン爆外伝V（チビーダボン）
- 無限のリヴァイアス（ルクスン・北条、ラダン）

2000年
- 人形草紙あやつり左近（浜田浩一郎）
- サイボーグクロちゃん（ブールス）
- 勝負師伝説 哲也（双子芸人・弟）
- タイムボカン2000 怪盗きらめきマン（小徳川伊衛康）

2001年
- 犬夜叉（紅達）
- あぃまぃみぃ!ストロベリー・エッグ（占い師）
- 機巧奇傳ヒヲウ戦記（ウツギ）
- 激闘!クラッシュギアTURBO（ギアターレン）
- スクライド（瓜核、ビフ〈2代目〉、オヤジ、ベテラン刑事）
- ONE PIECE（2001年 - 2024年、ワポル、フォクシー、老人、デン、霜月康イエ / トの康、モンスター）

2002年
- キディ・グレイド（ミステル管理次官）
- スパイラル －推理の絆－（和田谷末丸）
- 忍たま乱太郎（2002年 - 2025年、ヘムヘム〈2代目〉、由良四郎、諸泉尊奈門〈初代〉、山本陣内〈初代〉、猪名寺平之介〈青年期〉、金楽寺の和尚〈青年期〉、コレステロール号 他）
- 冒険者（クリストファー・コロンブス〈成年時代〉）
- 星のカービィ（キハーノ）
- 名探偵コナン（2002年 - 2004年、脇坂重彦、金谷峰人）

2003年
- アストロボーイ・鉄腕アトム（ディレクター）
- カスミン（モモゾウ）
- カレイドスター（バレエ講師）
- クラッシュギアNitro（真羽正義）
- ソニックX（チャック、ボコー）
- 高橋留美子劇場（はづきの父）
- 釣りバカ日誌（浅川）
- FIRESTORM（スティーブ・ジョンソン）
- ブラック・ジャック2時間スペシャル 〜命をめぐる4つの奇跡〜（秘書）
- プラネテス（ドラゴン・チュン）

2004年
- F-ZERO ファルコン伝説（97歳のシルバー）
- GIRLSブラボー first season（肉のハナショウ店主）
- 今日からマ王!（ルイ・ビロン）
- キン肉マンII世 ULTIMATE MUSCLE（バリアフリーマンJ）
- ケロロ軍曹（2004年 - 2008年、3M〈サンメートル〉、ボーイ星人、ケロン軍大佐）
- とんとんみーの冒険（リス）
- 火の鳥（可平）
- ブラック・ジャック（ハムエッグ）
- 冒険王ビィト（ハザン）
- 遊☆戯☆王デュエルモンスターズGX（墓守の長）

2005年
- エンジェル・ハート（ドク）
- NARUTO -ナルト-（カミキリ）
- フルメタル・パニック! The Second Raid（ギャビン・ハンター）
- ぺとぺとさん（藤村都丹雄）
- MONSTER（男）

2006年
- Ergo Proxy（アムネジア）
- 銀魂（2006年 - 2018年、じいさん、平賀源外〈2代目〉） - 4シリーズ
- 出ましたっ!パワパフガールズZ（2006年 - 2007年、ヒロシ、ナポレターノ、カリスマの店長）
- 祝!(ハピ☆ラキ)ビックリマン（2006年 - 2007年、光動鬼ウルフライ）
- ブラック・ジャック21（佐伯医師）

2007年
- シグルイ（山崎九郎右衛門）
- レ・ミゼラブル 少女コゼット（マブーフ）

2008年
- Yes!プリキュア5GoGo!（ネバタコス）
- イタズラなKiss（相原重雄）
- キャシャーン Sins（ロゴス）
- ゲゲゲの鬼太郎（第5作）（2008年 - 2009年、一目入道、琵琶、チー、ヒダル神、ノラ）
- しゅごキャラ!!どきっ（ルルのパパ）
- はたらキッズ マイハム組（ポール）
- ポルフィの長い旅（デュリオ）
- ねぎぼうずのあさたろう（臼之助）
- 墓場鬼太郎（水木）
- ミチコとハッチン（ガイド）

2009年
- あにゃまる探偵 キルミンずぅ（御子神ユウキ）
- 怪談レストラン（一つ目シェフ、ばけねこさん）
- 蒼天航路（華雄）
- ヒピラくん（チョーロウ、ナレーション）

2010年
- ちびまる子ちゃん（2010年 - 、おじいちゃん / さくら友蔵〈3代目〉）
- デジモンクロスウォーズ（2010年 - 2012年、謎の声〈オメガモン〉、タクティモン、スターモン、ジジモン、杉本先生 他） - 3シリーズ
- ドラえもん（テレビ朝日版第2期）（2010年 - 2012年、引道仁、ベソ）
- ドラゴンボール改（2010年 - 2015年、神様〈2代目〉、バビディ、西の界王） - 2シリーズ
- リングにかけろ1 シリーズ（2010年 - 2011年、ロクさん） - 2シリーズ

2011年
- C（島田）
- トリコ（ジョージョー）
- プリティーリズム・オーロラドリーム（一徹）

2012年
- CØDE:BREAKER（田畑）
- 聖闘士星矢Ω（2012年 - 2013年、ミケランジェロ、那智）
- ゼロの使い魔F（オールド・オスマン〈2代目〉）
- 探検ドリランド（ジン、酒場店主）
- 這いよれ! ニャル子さん（2012年 - 2013年、ノーデンス） - 2シリーズ
- バトルスピリッツ 覇王（チヒロのパパ）
- パパのいうことを聞きなさい!（小鳥遊信好）
- ペルソナ4（たなか社長）

2013年
- 夜桜四重奏 〜ハナノウタ〜（森野和義）

2014年
- 怪盗ジョーカー（2014年 - 2016年、シルバーハート / エージェント・シルバー） - 4シリーズ
- 暴れん坊力士!!松太郎（西尾）
- ヒーローバンク（豪勝蔵安）
- ロボットガールズZ（Dr.ヘル）
- ワールドトリガー（2014年 - 2021年、根付栄蔵） - 3シリーズ
- ONE PIECE “3D2Y” エースの死を越えて! ルフィ仲間との誓い（ビョージャック）

2015年
- 影鰐-KAGEWANI-（船長）
- 純潔のマリア（ギヨーム）
- スタミュ（柊宗厳）
- ONE PIECE 〜アドベンチャー オブ ネブランディア〜（フォクシー）

2016年
- ジョーカー・ゲーム（里村）
- タイガーマスクW（2016年 - 2017年、日本アナウンサー、イエローデビル / ザ・サード、セレブ1）
- ルパン三世 イタリアン・ゲーム（ガスパーレ・バルサモ）

2017年
- AKIBA'S TRIP -THE ANIMATION-（ナイス村々）
- ドラゴンボール超（2017年 - 2018年、カンパーリ、ディスポ）
- 有頂天家族2（天満屋）
- 魔法陣グルグル（2017年版）（ラカン）

2018年
- タイムボカン 逆襲の三悪人（グラハム・ベル）
- ゲゲゲの鬼太郎（第6作）（2018年 - 2020年、子泣きじじい、ぬりかべ、春夫）
- 蒼天の拳 REGENESIS（田楽伝） - 2シリーズ
- ピアノの森（2018年 - 2019年、J＝J・セロー） - 2シリーズ
- フルメタル・パニック! Invisible Victory（ギャビン・ハンター）
- バキ（2018年 - 2020年、渋川剛気） - 2シリーズ
- あそびあそばせ（華子祖父）
- メルクストーリア -無気力少年と瓶の中の少女-（じいや）
- ゴールデンカムイ（2018年 - 2020年、有坂成蔵） - 2シリーズ

2019年
- ポプテピピック TVスペシャル 青龍ver.（ピピ美〈第14話Bパート〉）
- BAKUMATSUクライシス（葛飾北斎）
- ロード・エルメロイII世の事件簿 -魔眼蒐集列車 Grace note-（フェルナンド・李）
- 炎炎ノ消防隊（2019年 - 2025年、ラフルス三世） - 3シリーズ
- ラディアン（2019年 - 2020年、ミル）

2020年
- のりものまん モービルランドのカークン（2020年 - 2022年、トラさん、ジムさん）
- 波よ聞いてくれ（宝田嘉樹）
- アサティール 未来の昔ばなし（2020年 - 2024年、ファーデル、ネムネム） - 2シリーズ
- トニカクカワイイ（店主）
- キラッとプリ☆チャン（2020年 - 2021年、団長）

2021年
- Sonny Boy（とら）

2022年
- 錆喰いビスコ（敷島）
- ブルーロック（2022年 - 2024年、不乱蔦宏俊） - 2シリーズ
- デジモンゴーストゲーム（ナノモン）

2023年
- 老後に備えて異世界で8万枚の金貨を貯めます（ザール宰相）

2024年
- 佐々木とピーちゃん（ハーマン）
- ダンジョンの中のひと（クライッツェ）
- 甘神さんちの縁結び（2024年 - 2025年、甘神千鳥）
- さようなら竜生、こんにちは人生（村長）
- ドラゴンボールDAIMA（バビディ）
- BLEACH 千年血戦篇-相剋譚-（ペルニダ・パルンカジャス）

2025年
- るろうに剣心 -明治剣客浪漫譚- 京都動乱（才槌）
- 光が死んだ夏（三笠徹）

### 劇場アニメ
1978年
- さらば宇宙戦艦ヤマト 愛の戦士たち（操縦士）

1981年
- 機動戦士ガンダム（オスカ）

1982年
- 怪物くん デーモンの剣（隊員(2)）
- 機動戦士ガンダムIII めぐりあい宇宙編（兵D）
- 伝説巨神イデオン 接触篇（ビラス）
- 伝説巨神イデオン 発動篇（ビラス）
- ドラえもん のび太の大魔境（兵士）

1983年
- うる星やつら オンリー・ユー（ドライバー助手）
- ドキュメント 太陽の牙ダグラム（ビギン）
- プロ野球を10倍楽しく見る方法（オカダ）

1984年
- 風の谷のナウシカ
- 綿の国星（須和野時夫）

1985年
- キャプテン翼 ヨーロッパ大決戦（片桐）
- キャプテン翼 危うし! 全日本Jr.（片桐）
- 戦国魔神ゴーショーグン 時の異邦人（N・C）
- ドラえもん のび太の宇宙小戦争（同志）

1986年
- アリオン（アレース）
- うる星やつら4 ラム・ザ・フォーエバー（水乃小路飛麿）
- キャプテン翼 明日に向って走れ!（片桐）
- キャプテン翼 世界大決戦!! Jr.ワールドカップ（片桐）
- GREY デジタル・ターゲット（リー）
- 11ぴきのねことあほうどり（ネコD）

1987年
- あいつとララバイ 水曜日のシンデレラ
- 王立宇宙軍 オネアミスの翼（ヤナラン）
- バツ&テリー（清原）

1988年
- 機動戦士SDガンダム（シロッコ）
- 機動戦士ガンダム 逆襲のシャア（係員）
- 県立海空高校野球部員山下たろーくん（高倉）

1989年
- SD戦国伝 暴終空城の章（武者仁宇頑駄無）

1990年
- 殺人切符はハート色（高野京一郎）

1991年
- うる星やつら いつだってマイ・ダーリン（兵士B）
- ガンバとカワウソの冒険（青年カワウソ）
- 老人Z（職員A）

1992年
- それいけ!アンパンマン つみき城のひみつ（オリガミマン）
- せんぼんまつばら 川と生きる少年たち（幸助）

1993年
- Dr.スランプ アラレちゃん んちゃ!ペンギン村より愛をこめて（空豆タロウ）
- ドラゴンボールZ 燃えつきろ!!熱戦・烈戦・超激戦（ブロリー）

1994年
- Dr.スランプ アラレちゃん んちゃ!!わくわくハートの夏休み（空豆タロウ）
- ドラゴンボールZ 危険なふたり!超戦士はねむれない（ブロリー）
- ドラゴンボールZ 超戦士撃破!!勝つのはオレだ（ブロリー）

1995年
- ドラゴンボールZ 復活のフュージョン!!悟空とベジータ（西の界王）
- MEMORIES「最臭兵器」（隊長）

1996年
- ゲゲゲの鬼太郎 大海獣（川村）
- ドラゴンボール 最強への道（ブルー）

1997年
- エルマーの冒険（イノシシB）
- ゲゲゲの鬼太郎 妖怪特急! まぼろしの汽車（狼男）

1999年
- 逮捕しちゃうぞ the MOVIE（中嶋剣）
- ドクタースランプ アラレのびっくりバーン（ニコちゃん大王）

2000年
- ドラえもん のび太の太陽王伝説（ケツアル）

2001年
- シャム猫 -ファーストミッション-（カオル〈毒虫コンビ〉）
- ドラえもん のび太と翼の勇者たち（グースケの父）

2002年
- エクスドライバー the Movie（ジョー）
- キン肉マンII世 マッスル人参争奪! 超人大戦争（ダズル）
- ドラえもん のび太とロボット王国（ゴンスケ）

2003年
- 黄金の法 エル・カンターレの歴史観（イエス・キリスト）

2004年
- ドラえもん のび太のワンニャン時空伝（長官B）

2005年
- 機動戦士Ζガンダム A New Translation（2005年 - 2006年、パプテマス・シロッコ） - 3部作

2006年
- 新SOS大東京探検隊（山下草次郎）

2008年
- ONE PIECE THE MOVIE エピソードオブチョッパー+ 冬に咲く、奇跡の桜（ワポル）

2010年
- 映画 プリキュアオールスターズDX2 希望の光☆レインボージュエルを守れ!（ネバタコス / 超獣化ネバタコス）
- TRIGUN Badlands Rumble（ケイン・フラッカーノ〈ケブラー〉）

2011年
- 手塚治虫のブッダ -赤い砂漠よ!美しく-
- 劇場版アニメ 忍たま乱太郎 忍術学園 全員出動!の段（ヘムヘム）
- スクライド オルタレイション TAO（瓜核）

2012年
- アシュラ（義助）
- スクライド オルタレイション QUAN（瓜核）

2013年
- キャプテンハーロック -SPACE PIRATE CAPTAIN HARLOCK-（元老）
- 劇場版 銀魂 完結篇 万事屋よ永遠なれ（平賀源外）
- 聖☆おにいさん（銭湯『立川湯』店主）
- 劇場版 トリコ 美食神の超食宝（ジョージョー）

2014年
- 聖闘士星矢 Legend of Sanctuary（辰巳徳丸）

2015年
- ちびまる子ちゃん イタリアから来た少年（おじいちゃん）
- PERSONA3 THE MOVIE #3 Falling Down（たなか社長）
- 映画 しまじろうのわお! しまじろうとおおきなき（クモ兄）

2017年
- 映画 妖怪ウォッチ シャドウサイド 鬼王の復活（目玉おやじ）

2018年
- 劇場版 マジンガーZ / INFINITY（のっそり博士）
- 映画 しまじろうのわお! まほうのしまのだいぼうけん（ドリル）
- ドラゴンボール超 ブロリー（ブロリー）

2019年
- ONE PIECE STAMPEDE（フォクシー、ワポル）

2021年
- 銀魂 THE FINAL（平賀源外）

2022年
- ドラゴンボール超 スーパーヒーロー（ブロリー）
- ONE PIECE FILM RED（モンスター）
- 雨を告げる漂流団地（熊谷安次）

2023年
- 鬼太郎誕生 ゲゲゲの謎

2024年
- 範馬刃牙VSケンガンアシュラ（渋川剛気）
- 劇場版 忍たま乱太郎 ドクタケ忍者隊最強の軍師（ヘムヘム）

2025年
- 劇場版 鬼滅の刃 無限城編 第一章 猗窩座再来（鎹鴉）

### OVA
1985年
- うる星やつら 了子の9月のお茶会
- 酎ハイれもんLOVE30S 雨にぬれても
- ラブ・ポジション ハレー伝説（ロバート・毬田〈青年時代〉）

1986年
- うる星やつら アイム THE 終ちゃん
- 装甲騎兵ボトムズ ビッグバトル（技術者A）

1987年
- ダーティペア（ジェフ）
- たいまんぶるうす 清水直人編
- 妖獣都市（空港の魔界B）

1988年
- 機動戦士SDガンダム（シロッコ）

1989年
- 機動戦士SDガンダムMARK-II（シロッコ）
- 機動戦士ガンダム0080 ポケットの中の戦争（ガブリエル・ラミレス・ガルシア）
- 超人ロック ロードレオン（パラス）
- ぶっちぎり（五十嵐）
- やる気まんまん（神納数馬）
- 力王 RIKI-OH 等括地獄（力王）

1990年
- 機動戦士SDガンダムMARK-IV（実況中継〈VHS・LD版のみ〉）
- 白鳥麗子でございます!（鍋島）
- たいまんぶるうす レディース編 真由美
- 独身アパートどくだみ荘III
- 風魔の小次郎（紫苑）
- 魔動王グランゾート 最後のマジカル大戦（バラドー）
- 力王 RIKI-OH、力王2 滅びの子（力王）

1991年
- あげまんと福ちん（西野万太郎）
- 銀河英雄伝説（フィールズ中尉）
- シャコタン☆ブギ（ハジメ）
- 柔道部物語（秋山一郎）
- 巴がゆく!（麻鳥九郎）

1992年
- 機神兵団（榊大作）
- 元気爆発ガンバルガー百科（流崎力哉）
- 超時空要塞マクロスII -LOVERS AGAIN-（ネックス・ギルバート）
- 絶対無敵ライジンオー 初恋大作戦!（小島勉）
- 絶対無敵ライジンオー 陽昇城カラクリ夢日記（小島勉）
- ぷりんせすARMY ウェディング★COMBAT（愛田浩司）
- 新世紀GPXサイバーフォーミュラ11（1992年 - 1993年、ジャッキー・グーデリアン）
- 魔動王グランゾート 冒険編（ブリザート）

1993年
- 絶対無敵ライジンオー みんなが地球防衛組（小島勉、ワルドラン）
- らんま1/2 天道家 すくらんぶるクリスマス（大文字煎太郎）

1994年
- Crying フリーマン（綱池）
- グラップラー刃牙（ナレーション）
- GO!GO!ACKMAN（ゴードン）
- 逮捕しちゃうぞ（中嶋剣）
- 新世紀GPXサイバーフォーミュラZERO（1994年 - 1995年、グーデリアン）

1995年
- らんま1/2 SUPER 邪悪の鬼（神主）
- ようちえん戦隊げんきっず（ゴムゴム怪人）

1996年
- 闘神伝（ショウ・シンジョウ）
- 新世紀GPXサイバーフォーミュラSAGA（1996年 - 1997年、グーデリアン）
- レジェンド・オブ・クリスタニア（フェネス）

1997年
- 旭日の艦隊（原元辰）
- 貯金戦士キャッシュマン（レオステ）
- B'T X NEO（B'Tハロウィン）

1998年
- 紺碧の艦隊（1998年 - 2002年、鳴門艦長、原元辰）
- 新世紀GPXサイバーフォーミュラSIN（1998年 - 2000年、グーデリアン）
- MASTERキートン（エドガー・フィッシャー）

2000年
- ストリートファイターZERO - THE ANIMATION -（ウォレス）
- 名探偵コナン コナンvsキッドvsヤイバ 宝刀争奪大決戦!!（鉄剣十郎）

2001年
- スクライド ファンディスク（アルター仙人）

2003年
- 聖闘士星矢 冥王ハーデス十二宮編（ゼーロス）

2004年
- テイルズ オブ ファンタジア THE ANIMATION（ライゼン）
- Re:キューティーハニー（万年係長）

2010年
- テイルズ オブ シンフォニア THE ANIMATION テセアラ編（ロディル〈2代目〉）

2012年
- 聖☆おにいさん（銭湯の店主）

2016年
- スタミュ 第1巻（柊宗厳）

### Webアニメ
- めぐみ（2008年、横田拓也〈成人後〉[148]、横田哲也〈成人後〉[148]）
- クレヨンしんちゃん外伝 家族連れ狼（2017年、へそもち、刺客、家来）
- 範馬刃牙（2023年、渋川剛気）
- スーパードラゴンボールヒーローズ プロモーションアニメ（2020年 - 2023年、ブロリー）
- SDガンダムワールド ヒーローズ（2021年、マゴハチ）

### ゲーム
1993年
- アークスI・II・III（ジェダ・チャフ）
- ドラゴンボールZ 超武闘伝2（セルジュニア、ブロリー）

1994年
- ポリスノーツ（デイブ・フォレスト） - PC-9821シリーズ・3DO・PS・SS版

1995年
- 北斗の拳（雲のウジョー）

1996年
- DEAD OR ALIVE（1996年 - 2019年、ザック） - 14作品

1997年
- 機動戦士Ζガンダム（パプテマス・シロッコ）
- スーパーロボット大戦F（アントン・ランドー、チャイ・チャー、一般兵）
- フェーダ2 ホワイト=サージ・ザ・プラトゥーン（アル・ジョンソン）

1998年
- SDガンダム GGENERATION（1998年 - 2025年、ガブリエル・ラミレス・ガルシア、パプテマス・シロッコ、ニー・ギーレン） - 14作品
- 白き魔女 -もうひとつの英雄伝説-（セガサターン版）（ローディ）
- 新世代ロボット戦記ブレイブサーガ（ランドバイソン）
- スーパーロボット大戦F完結編（パプテマス・シロッコ、アントン・ランドー、チャイ・チャー、一般兵）
- 戦国美少女絵巻 空を斬る!!（子龍、織田 信長）
- ドラゴンフォースII -神去りし大地に-（カトマンドゥ）
- ファーストKiss☆物語（橘綾乃）

1999年
- 新世紀GPXサイバーフォーミュラ 新たなる挑戦者（ジャッキー・グーデリアン）

2000年
- スーパーロボット大戦α / α for Dreamcast（2000年 - 2001年、パプテマス・シロッコ、ニー・ギーレン、ジオン兵） - 2作品
- 北斗の拳 世紀末救世主伝説（ユダ）
- 燃えろ!ジャスティス学園（霧嶋九郎）

2001年
- 犬夜叉（紅達）
- 決戦II（曹仁、程育）
- 逮捕しちゃうぞ（中嶋剣）
- From TV animation ONE PIECE とびだせ海賊団!（ワポル）
- ウィークネスヒーロー トラウマン（モーニング・グローリー）

2002年
- スーパーロボット大戦IMPACT（メガノイド兵）
- 忍風戦隊ハリケンジャー（サタラクラ）
- From TV animation ONE PIECE グランドバトル!2（ワポル）

2003年
- 機動戦士Ζガンダム エゥーゴvs.ティターンズ（パプテマス・シロッコ）
- SUNRISE WORLD WAR Fromサンライズ英雄譚（カール、シロッコ、力哉、チャイ・チャー、瓜核、ビフ）
- スーパーロボット大戦Scramble Commander（パプテマス・シロッコ）
- From TV animation ONE PIECE オーシャンズドリーム!（ワポル）
- ファインディング・ニモ（マーリン）
- ONE PIECE グランドバトル! 3（ワポル）
- 勝負師伝説 哲也2 玄人頂上決戦（奄美のハブ）

2004年
- エースコンバット5 ジ・アンサング・ウォー（アップルルース副大統領）
- 機動戦士ガンダム ガンダムvs.Ζガンダム（パプテマス・シロッコ）
- KOF MAXIMUM IMPACT（2004年 - 2007年、ハイエナ） - 4作品
- 勝負師伝説 哲也 DIGEST（双子弟、奄美のハブ）
- スーパーロボット大戦MX / MX ポータブル（2004年 - 2005年、カール・ゲイナー、ジン） - 2作品
- スーパーロボット大戦GC（ガブリエル・ラミレス・ガルシア、ケイ・マローン、カール・ゲイナー、ジン、アントン・ランドー、チャイ・チャー、小島勉、ジオン兵）
- ONE PIECE ランドランド!（ワポル）

2005年
- 魁!!男塾（ファラオ）
- サモンナイト クラフトソード物語 〜はじまりの石〜（エンジ）
- 新世紀勇者大戦
- 第3次スーパーロボット大戦α 終焉の銀河へ（ジオン軍兵士）
- テイルズ オブ レジェンディア（ソロン）
- ドラゴンボールZ3（ブロリー）
- ドラゴンボールZ Sparking!（2005年 - 2024年、神様、魔導師バビディ〈ZERO〉、ディスポ、ブロリー） - 4作品
- ドラゴンボールZ 舞空烈戦（ブロリー）
- 亡国のイージス2035 〜ウォーシップガンナー〜（浅生浩司）
- 北斗の拳（ユダ）
- ONE PIECE グラバト! RUSH（ワポル、フォクシー）
- ONE PIECE パイレーツカーニバル（ワポル、フォクシー）

2006年
- ガンダム バトルロワイヤル（パプテマス・シロッコ）
- キャプテン翼（片桐宗政） - PlayStation 2版
- キン肉マン マッスルグランプリMAX（バリアフリーマン〈ジージョマン〉）
- スーパーロボット大戦XO（ガブリエル・ラミレス・ガルシア、ケイ・マローン、カール・ゲイナー、ジン、アントン・ランドー、チャイ・チャー、小島勉、ジオン軍兵士）
- テイルズ オブ ファンタジア -フルボイス・エディション-（ルーングロム）
- テイルズ オブ ザ ワールド レディアント マイソロジー（ウィダーシン）
- 天外魔境 ZIRIA〜遥かなるジパング〜（強門〈ゴーモン〉 / キングワーム）
- ドラゴンボールZ 真武道会（ブロリー）
- ニード・フォー・スピード カーボン（ネビル）

2007年
- エースコンバット6 解放への戦火（ドニー・トーチ軍曹）
- ガンダム バトルクロニクル（パプテマス・シロッコ）
- ガンダム無双（パプテマス・シロッコ）
- 機動劇団はろ一座 ガンダム麻雀+Ζ さらにデキるようになったな!（パプテマス・シロッコ）
- キン肉マン マッスルグランプリ2（バリアフリーマン〈ジージョマン〉）
- スーパーロボット大戦Scramble Commander the 2nd（パプテマス・シロッコ）
- テイルズ オブ イノセンス（オズバルド・ファン・クルエーラ）
- ドラゴンボールZ 真武道会2（ブロリー）

2008年
- 風のクロノア door to phantomile（ジョーカー） - Wii版
- キン肉マン マッスルグランプリ2 特盛（バリアフリーマン〈ジージョマン〉）
- 新世紀GPXサイバーフォーミュラ VS（ジャッキー・グーデリアン、日吉明）
- スーパーロボット大戦A ポータブル（カール・ゲイナー、ジン）
- スーパーロボット大戦Z（パプテマス・シロッコ、革命軍兵士、ジオン軍兵士）
- ドラゴンボールZ インフィニットワールド（ブロリー）
- ドラゴンボールZ バーストリミット（ブロリー）
- ONE PIECE アンリミテッドクルーズ エピソード1 -波に揺れる秘宝（ワポル）
- ONE PIECE ワンピーベリーマッチ（ワポル、フォクシー）

2009年
- 機動戦士ガンダム ガンダムVS.ガンダムNEXT（パプテマス・シロッコ）
- スーパーロボット大戦NEO（小島勉、エルドラン、流崎力哉、白金太郎、大魔王レツアーク）
- ドラゴンボール レイジングブラスト（ブロリー）
- 龍が如く3

2010年
- Another Century's Episode:R
- イース -フェルガナの誓い-（ニコラス・ガーランド）
- 機動戦士ガンダム エクストリームバーサス（2010年 - 2016年、パプテマス・シロッコ） - 5作品
- シャイニング・ハーツ（バルダー）
- デジモンクロスウォーズ 超デジカ大戦（タクティモン）
- ドラゴンボール タッグバーサス（ブロリー）
- ドラゴンボール レイジングブラスト2（ブロリー）
- ONE PIECE ギガントバトル!（ワポル、フォクシー）

2011年
- inFAMOUS 2（ジーク・ダンバー）
- 機動戦士ガンダム オンライン（ガルシア）
- テイルズ オブ ザ ワールド レディアント マイソロジー3（ウィダーシン）
- ドラゴンボールヒーローズ（2011年 - 2023年、ピッコロ大魔王〈2代目〉、神様、バビディ〈2代目〉、ディスポ、ブロリー、バイオブロリー、ブロリーダーク） - 6作品
- ONE PIECE ギガントバトル! 2 新世界（ワポル、フォクシー）
- ドラゴンボール改 アルティメット武闘伝（ブロリー）

2012年
- スーパーロボット大戦OGサーガ 魔装機神 THE LORD OF ELEMENTAL（マドック・マコーネル）
- スーパーロボット大戦OGサーガ 魔装機神II REVELATION OF EVIL GOD（マドック・マコーネル、南部隊長）
- テイルズ オブ イノセンス R（オズバルド・ファン・クルエーラ）
- ロリポップチェーンソー（ジュンジ・モリカワ）
- ワンピース 海賊無双（2012年 - 2015年、ワポル） - 4作品
- ワンピース ROMANCE DAWN 冒険の夜明け（ワポル）

2013年
- カオス ヒーローズ オンライン（ロカン）
- 銀魂のすごろく（平賀源外）
- スーパーロボット大戦OGサーガ 魔装機神III PRIDE OF JUSTICE
- スーパーロボット大戦Operation Extend（ガブリエル・ラミレス・ガルシア、アントン・ランドー、小島勉、エルドラン、流崎力哉、白金太郎 他）
- ジョジョの奇妙な冒険 オールスターバトル（吉良吉廣）
- トゥームレイダー（ホイットマン）
- ONE PIECE アンリミテッドワールド レッド（ワポル）

2014年
- 英雄伝説 閃の軌跡 II（カイエン公爵）
- カオス ヒーローズ オンライン（メルシード）
- 魁!!男塾 〜日本よ、これが男である!〜（松尾鯛雄）
- ジェイスターズ ビクトリーバーサス（応援団の声）
- スーパーロボット大戦OGサーガ 魔装機神F COFFIN OF THE END（ボーロ・フェイブル ほか）
- ヒーローバンク / 2（豪勝蔵安） - 2作品

2015年
- ガールフレンド（仮）（初悪夢男）
- 怪盗ジョーカー 時を超える怪盗と失われた宝石（シルバーハート）
- ジョジョの奇妙な冒険 アイズオブヘブン（吉良吉廣）
- スーパーロボット大戦BX（小島勉、エルドラン、GAIL兵士）
- 聖闘士星矢 ソルジャーズ・ソウル（ハーゲン）
- 第3次スーパーロボット大戦Z 天獄篇
- ドラゴンボールZ 超究極武闘伝（バビディ、ブロリー、ピッコロ大魔王）
- ドラゴンボール ゼノバース（ブロリー）
- ペルソナ4 ダンシング・オールナイト（たなか社長）

2016年
- デジモンワールド -next 0rder-（ジジモン）
- ドラゴンボール ゼノバース2（ブロリー）
- ドラゴンボールフュージョンズ（ブロリー、神様、ピッコロ大魔王）
- レゴ スター・ウォーズ/フォースの覚醒（ルーク・スカイウォーカー）
- ヤマトクロニクル創世（河童、赤鬼）

2017年
- エアリアルレジェンズ（一般兵〈シマーダ〉）
- ガンダムバーサス（パプテマス・シロッコ）
- キャプテン翼 〜たたかえドリームチーム〜（片桐宗政）
- スーパーロボット大戦V（親衛隊艦長）
- 東京放課後サモナーズ（鍛屋クロガネ）
- Shadowverse（ゴブリンエンペラー、憤怒のエルダーウィードマン、カースドストーン）

2018年
- 妖怪ウォッチ ぷにぷに（目玉おやじ）
- ドラゴンボール ファイターズ（ブロリー） - DLC追加キャラクター
- フルメタル・パニック！ 戦うフー・デアーズ・ウィンズ（ギャビン・ハンター）
- 機動戦士ガンダム エクストリームバーサス2（2018年 - 2025年、パプテマス・シロッコ） - 4作品

2019年
- スーパーロボット大戦T（カルロス）
- ドラゴンクエストライバルズ（エビルプリースト）
- ブレイドエクスロード（アーユルヴェール・シャイアス）
- 妖怪ウォッチ4++（目玉おやじ）

2020年
- ドラゴンボールZ カカロット（神様、バビディ、ピッコロ大魔王、シェン）
- ファイアーエムブレム ヒーローズ（マリナス）
- ドラゴンクエストX いばらの巫女と滅びの神 オンライン（賢者ホーロー）

2021年
- スーパーロボット大戦DD（ジンメン）
- スーパーロボット大戦30（アントン・ランドー、カルロス、クェーサー）

2022年
- バキ KING OF SOULS（渋川剛気）
- 機動戦士ガンダム U.C. ENGAGE（2022年 - 2024年、ガブリエル・ラミレス・ガルシア、パプテマス・シロッコ）
- レゴ スター・ウォーズ：スカイウォーカー・サーガ（ルーク・スカイウォーカー）
- デジモンサヴァイブ（ジジモン）
- SDガンダム バトルアライアンス（パプテマス・シロッコ）
- ドラゴンクエストX オフライン（賢者ホーロー）

2023年
- モンスターストライク（パプテマス・シロッコ）
- パズル&ドラゴンズ（パプテマス・シロッコ）
- ゼノブレイド3 新たなる未来（ゴンドウ）
- 機動戦士ガンダム アーセナルベース（パプテマス・シロッコ）
- ドラゴンクエストモンスターズ3 魔族の王子とエルフの旅（エビルプリースト）
- ドラゴンボール ザ ブレイカーズ（ブロリー）

2024年
- ペルソナ3 リロード（イゴール、たなか社長）
- 金色のガッシュベル!! 永遠の絆の仲間たち（アルヴィン）
- 聖剣伝説 VISIONS of MANA（大臣プサル）

### ドラマCD
1989年
- 集英社カセットコミックシリーズ 魁!!男塾2 死闘!冥凰島決勝トーナメント（梁皇）※カセット

1990年
- アルスラーン戦記4 汗血公路（クバート）※カセット

1991年
- アルスラーン戦記5 征馬弧影（クバート）※カセット
- 機甲警察メタルジャック HARD PLAY（辻堂典明）
- 魔神英雄伝ワタル3 CDシネマ1 救世主復活篇（警官）

1992年
- ストリートファイターII 春麗飛翔伝説（リュウ）
- ストリートファイターII 復讐の戦士（隆）
- 絶対無敵ライジンオー 歌う地球防衛組!（小島勉）
- 絶対無敵ライジンオーIV 地球防衛組全員出動!（小島勉、エルドラン、日向忠太郎）
- 絶対無敵ライジンオーV ドラマCDスペシャル 絶対無敵の玉手箱（トウトウココマデヤッチマッタ）（小島勉、エルドラン、日向忠太郎）
- バーヴェリアン四重奏（川上薫）
- 魔神英雄伝ワタル2 メモリアルCD「星界山ロケハン物語」（カモシレーヌ）

1993年
- ストリートファイターII -魔人の肖像-（隆）
- 絶対無敵ライジンオー ドラ1（小島勉）
- 熱血最強ゴウザウラー SAURERS NOTE,3（白金太郎）
- 新世紀GPXサイバーフォーミュラ ROUND1 サイバー・デート大作戦!（ジャッキー・グーデリアン）※カセット
- 新世紀GPXサイバーフォーミュラ ROUND2 愛と哀しみの誕生日!（ジャッキー・グーデリアン）※カセット

1994年
- アンジェリーク 光と闇のサクリア（闇の守護聖クラヴィス）
- CDシアター ドラゴンクエストIV（バルザック）
- 電撃CD文庫 サムライスピリッツ（覇王丸）
- 新世紀GPXサイバーフォーミュラ ROUND3 カップルレースだ!大混戦!!（ジャッキー・グーデリアン）※カセット
- 新世紀GPXサイバーフォーミュラ ROUND4 あなたとサイバーフォーミュラ・ナイト（ジャッキー・グーデリアン、日吉明）※カセット
- 新世紀GPXサイバーフォーミュラ ROUND5 魔法のときめき少女ミラクルあすかちゅあん（ジャッキー・グーデリアン）※カセット
- 新世紀GPXサイバーフォーミュラ PICTURELAND1 風にのせて（ジャッキー・グーデリアン）
- 新世紀GPXサイバーフォーミュラ PICTURELAND2 白銀の対決（ジャッキー・グーデリアン）
- 新世紀GPXサイバーフォーミュラ PICTURELAND3 ファースト・ラブ、ネバー・ラブ（ジャッキー・グーデリアン）
- 新世紀GPXサイバーフォーミュラ PICTURELAND5 湯煙の街の対決!（ジャッキー・グーデリアン）

1995年
- アンジェリーク ときめきの宝石箱（闇の守護聖クラヴィス）
- 新世紀GPXサイバーフォーミュラ PICTURELAND6 ZEROの幻影（ジャッキー・グーデリアン）

1996年
- 浦安鉄筋家族（春巻龍、国会議員）

1997年
- 逮捕しちゃうぞ 大江戸歌草子（中嶋剣）
- 新世紀GPXサイバーフォーミュラSAGA ROUND3 トラップ・オブ・ケルベロス（ジャッキー・グーデリアン）
- 新世紀GPXサイバーフォーミュラSAGA ROUND5 SAKURA（ジャッキー・グーデリアン）

1998年
- シャーロック・ホームズシリーズ：緋色の研究（ジェファスン・ホープ）

1999年
- 新世紀GPXサイバーフォーミュラ SAGAII ROUND1 真実の一瞬（ジャッキー・グーデリアン）

2000年
- 新世紀GPXサイバーフォーミュラ SAGAII ROUND2 ウェディング・ラプソディー（ジャッキー・グーデリアン）
- 新世紀GPXサイバーフォーミュラ SAGAII ROUND3 鋼鉄のマイスタージンガー（ジャッキー・グーデリアン）

2001年
- GEAR戦士電童 CDドラマFile.1 C-DRiVE デビュー（ディレクター）
- スクライド サウンドエディション（瓜核）
- 新世紀GPXサイバーフォーミュラ SAGAII ROUND4 レディ!!（ジャッキー・グーデリアン）

2002年
- ななか6/17（嵐山甚八）

2004年
- 絶対爆発ライジンオー対ガンバルガー（非売品）（小島勉（中島勉と誤表記）、流崎力哉、エルドラン、セミ邪悪獣）
- 瀬戸の花嫁（永澄の父）

2007年
- B壱（凶骨）

2008年
- キャラクタードラマCD 「ペルソナ3」 vol.1（たなか社長）

2009年
- 這いよれ! ニャル子さん ドラマCD（ノーデンス）

2010年
- イースドラマCD 異説 〜もう一つのフェルガナ冒険記〜（PSP版『イース -フェルガナの誓い-』限定ドラマCD同梱版）（ニコラス、オリバー）

2011年
- ケモノキングダム 〜ZOO〜（ボス猿、ナレーション）

2022年
- スクライド設定資料集特典ドラマCD（瓜核）

### ラジオドラマ
- 京極夏彦ラジオドラマ 『百器徒然袋』（2006年10月 - 2007年3月、ニッポン放送・朝日放送他）鳥口
- まほろばの青い花（2008年11月 - 2009年3月、ニッポン放送・朝日放送他）熊井

### 吹き替え

#### 担当俳優
ジム・キャリー
- ダーティハリー5（ジョニー・スクエアーズ）
- バットマン フォーエヴァー（エドワード・ニグマ / ザ・リドラー）※ソフト版
- マスク（スタンリー・イプキス）※ANA機内上映版

スティーヴ・カレル 
- エバン・オールマイティ（エバン・バクスター）
- エンド・オブ・ザ・ワールド（ドッジ・ピーターソン）
- スペース・フォース（マーク・R・ネアード）
- バトル・オブ・ザ・セクシーズ（ボビー・リッグス）
- プールサイド・デイズ（トレント）
- 無ケーカクの命中男/ノックトアップ（本人）
- 40歳の童貞男（アンディ）
- ラブ・アゲイン（キャル・ウィーバー）

 マーク・ハミル 
- 最前線物語（グリフ）※テレビ東京版
- スター・ウォーズシリーズ（ルーク・スカイウォーカー）※ソフト版
  - スター・ウォーズ エピソード4/新たなる希望
  - スター・ウォーズ エピソード5/帝国の逆襲
  - スター・ウォーズ エピソード6/ジェダイの帰還
  - スター・ウォーズ/フォースの覚醒
  - スター・ウォーズ/クローン・ウォーズ ザ・ロストミッション（ダース・ベイン）
  - スター・ウォーズ/最後のジェダイ
  - スター・ウォーズ/スカイウォーカーの夜明け
  - ディズニー・ギャラリー／スター・ウォーズ：マンダロリアン（ボイスオーバー）
  - ディズニー・ギャラリー／スター・ウォーズ：ボバ・フェット／The Book of Boba Fett（ボイスオーバー）

- チャイルド・プレイ（チャッキー）
- ナイトフォール －悲運の騎士団－（タルス）
- ビッグバン★セオリー/ギークなボクらの恋愛法則（本人）
- ブリグズビー・ベア（テッド・ミッチャム、ブリグズビー・ベア、サン・スナッチャー）

ルイス・ガスマン
- アウト・オブ・サイト（チノ）※ソフト版
- スネーク・アイズ（サイラス）※テレビ朝日版
- プルート・ナッシュ（フィリックス・ラランガ）

#### 映画
- アウト・フォー・ジャスティス（ボビー・アームズ〈ジェイ・アコヴォーン〉）※ソフト版
- 悪魔を憐れむ歌（チャールズ・オーラム〈ロバート・ジョイ〉）※フジテレビ版
- アメリカン・グラフィティ（ヴィック〈ジョー・スパーノ〉）※TBS版
- イヤー・オブ・ザ・ドラゴン（ハーバート・クォン）
- インターセプター（エリオット）※テレビ東京版
- インディ・ジョーンズ/魔宮の伝説（カオ・カン）※旧ソフト版
- ウィロー（ロール〈ケヴィン・ポラック〉）※TBS版
- エア★アメリカ（ピレリ〈ネッド・アイゼンバーグ〉）※ソフト版
- エクスタミネーター（マーティ〈ネッド・アイゼンバーグ〉）※テレビ東京版
- オズ（ジャック・パンプキンヘッド）※劇場公開版
- オルフェ ※TBS新録版
- 怪奇!吸血人間スネーク（学生(1)）
- カウボーイ・ウェイ/荒野のヒーローN.Y.へ行く（ペッパー・ルイス〈ウディ・ハレルソン〉）
- 火星人ゴーホーム!（ドニー〈ジョン・フィルビン〉）
- カリフォルニア・ガールズ（マイク〈ランツ・ダグラス〉）※テレビ東京版
- がんばれ!ベアーズ（ルディ・スタイン）※テレビ朝日版
- カンフーキッド/好小子（客1）
- 危険な関係（ダンスニー〈キアヌ・リーブス〉）
- 奇跡が降る街（フランク・ペシ・ジュニア〈アンソニー・ラパーリア〉）
- キックボクサー（タクシー運転手、レフリー）
- キックボクサー2（ブライアン・ワグナー）※VHS版
- キバリーヒルズ・コップ
- キャッツ & ドッグス（ニンジャ猫〈ダニー・マン〉、ロシアンブルー〈グレン・フィカーラ〉）
- キャデラック 俺たちの1,000マイル（バディ〈アリー・グロス〉）
- キャデラック・マン（ラリー〈ティム・ロビンス〉）※VHS版
- キャノンズ（オーフ）
- 虚栄のかがり火（ジェド・クレイマー〈ソウル・ルビネック〉）
- 金玉満堂/決戦!炎の料理人（ウォン・イン〈ホン・ヤンヤン〉）
- クール・ランニング（サンカ・コフィ〈ダグ・E・ダグ〉）※ソフト版
- クォーターバック・プリンセス
- グリース2（ユージーン）
- クリープショー2/怨霊（アンディ・カヴァナー〈ドン・ハーヴェイ〉）
- クリスマス・キャロル（フレッド・ホリーウェル〈ロジャー・リース〉）
- クレイジー・ピープル（シュー〈ダグ・ヤスダ〉）
- グレムリン（ブレット〈ジョナサン・バンクス〉）※ソフト版
- クロコダイル・ダンディー2（リロイ・ブラウン〈チャールズ・S・ダットン〉）※テレビ朝日版
- 黒豹天下/ブラックパンサー（マンポー・フェイ〈レオン・カーフェイ〉）
- 撃鉄2 -クリティカル・リミット-（マッケイブ〈デヴィッド・セント・ジョーンズ〉）
- ケロッグ博士（ジョージ・ケロッグ〈ダナ・カーヴィ〉）
- ゴースト・チェイス（ウォーレン・マクラウド〈ジェイソン・ライヴリー〉）
- 恋のトリセツ 別れ編（フィリップ〈ピーター・マクニコル〉）
- 恋は運命とともに（若き日のリチャード）
- ゴッド・ギャンブラー 完結編（チョン・ポーシン、ホイ〈ブラッキー・コー〉）※VHS版
- コピーキャット（ピーター・フォーリー〈ウィリアム・マクナマラ〉）※ソフト版
- コルベット・サマー
- 殺したい女（ヘヴィメタの少年）
- 殺しのドレス（地下鉄のチンピラ）※テレビ朝日版
- ザ・グリード（パントゥーチ〈ケヴィン・J・オコナー〉）※ソフト版
- ザ・ハッスル（マシアス〈キャスパー・クリステンセン〉）
- ザ・ファン（マニー〈ジョン・レグイザモ〉）※ソフト版
- ザ・ロック（フライ大尉〈グレゴリー・スポールダー〉）※ソフト版
- 3人のエンジェル（ノグジーマ・ジャクソン〈ウェズリー・スナイプス〉）
- シー・デビル（ガルシア〈A・マルティネス〉）※ソフト版
- ジキル博士はミス・ハイド（ピート・ウォルストン〈ジェレミー・ピヴェン〉）※VHS版
- 地獄の7人（ポール・マグレガー）
- 死の接吻（フランク・ジオリ〈スタンリー・トゥッチ〉）
- 死の標的（チャールズ〈トム・ライト〉）※ソフト版
- ジミー さよならのキスもしてくれない（ジミー〈リヴァー・フェニックス〉）
- 13日の金曜日 PART6 ジェイソンは生きていた!（ダレン〈トニー・ゴールドウィン〉）
- ショート・サーキット2 がんばれ!ジョニー5（ジョニー5〈ティム・ブレイニー〉）※日本テレビ版
- 新・三バカ大将 ザ・ムービー（カーリー〈ウィル・サッソー〉）
- スーパーマリオ 魔界帝国の女神（ルイージ〈ジョン・レグイザモ〉[185]）※日本テレビ版
- スウィッチ/素敵な彼女?（ダン・ジョーンズ）
- スタートレックIII ミスター・スポックを探せ!（フォスター〈フィル・モリス〉）※日本テレビ版
- スタンド・バイ・ミー（デニー・ラチャンス〈ジョン・キューザック〉）※フジテレビ版
- ストランデッド（ルカ〈ヴィンセント・ギャロ〉）
- スペースキャット（ダフィー＝ジェイク〈ロニー・シェル〉）
- スモール・ソルジャーズ（ブラッド、リンク・スタティック〈ブルース・ダーン〉）※VHS版
- スリーピング・モンキー/睡拳（ウェイチー）
- 空の大怪獣Q（建設作業員、巡査）
- ダイ・ハード（アーガイル〈デヴロー・ホワイト〉）※ソフト版
- ダイ・ハード2（テルフォード）※ソフト版
- タッカー（アレックス・トレムリス〈イライアス・コティーズ〉）※日本テレビ版（4Kレストア版DVD、BDに収録）
- タップス（デイビッド・ショーン大尉〈トム・クルーズ〉）
- 誰かがあなたを愛してる（カウ）
- ダンス・ウィズ・ウルブズ（風になびく髪〈ロドニー・A・グラント〉）※ソフト版
- ダンボドロップ大作戦（ジョン）
- チャイニーズ・ウォリアーズ（ヨン）
- チャイニーズ・ゴースト・ストーリー（ニン・ツァイサン〈レスリー・チャン〉）※ソフト版
- チャイニーズ・ゴースト・ストーリー2（ニン・ツァイサン〈レスリー・チャン〉）※ソフト版
- チャイルド・プレイ 〜チャッキーの狂気病棟〜（チャッキー〈ブラッド・ドゥーリフ〉）
- チャイルド・プレイ/チャッキーの種（チャッキー〈ブラッド・ドゥーリフ〉）※VOD版
- 超高層プロフェッショナル（サーファー）
- ツイン・ドラゴン（ターザン〈テディ・ロビン・クァン〉）※テレビ朝日版
- デスペラード（集金人〈クエンティン・タランティーノ〉）※VHS・DVD版
- テニス靴をはいたコンピューター（ヘンリー・ファレン〈フランク・ウェルカー〉、ハンナ刑事）
- デモリションマン（アーウィン〈ロブ・シュナイダー〉）※テレビ朝日版
- 天使とデート（ドン）
- トータル・リコール（アーニー、火星のタクシー運転手）※テレビ朝日版
- トイズ（パトリック〈LL・クール・J〉）
- ドクター・ドリトル2（ポッサ〈アイザック・ヘイズ〉）※テレビ東京版
- ドラグネット 正義一直線
- ナイスガイ・ニューヨーク（バディ・ベイカー〈トニー・ビル〉）※日本テレビ版
- ネバーエンディング・ストーリー3（ジュニア）※テレビ朝日版
- のるかそるか（シド）※VHS版
- パーシー・ジャクソンとオリンポスの神々/魔の海（ミスターD〈スタンリー・トゥッチ〉）
- ハートブルー（ローチ〈ジェームズ・レグロス〉）※日本テレビ版
- ハード・プレイ（ジョージ）
- ハードロック・ハイジャック（ジミー・ウィング〈ジャド・ネルソン〉）
- バイオ・エイリアン/新種誕生（テッド・アンドリュース）
- ハイスクール・ドリーム（ロックンロールの精、ジリオン・キッシーズのリーダー）
- バック・トゥ・ザ・フューチャー PART3（ギャング、ダグラス〈フリー〉）※テレビ朝日版
- バットマン オリジナル・ムービー（ディック・グレイソン / ロビン〈バート・ウォード〉）※TBS新録版
- ハムナプトラ2/黄金のピラミッド（イジー〈ショーン・パークス〉）※テレビ朝日版
- ハリーとヘンダスン一家 ※TBS版
- ハリウッドにくちづけ（ニール・ブリーン〈オリヴァー・プラット〉）
- バルジ大作戦 ※フジテレビ版
- ピーウィーの大冒険（ピーウィー・ハーマン〈ポール・ルーベンス〉）
- ヒーロー/靴をなくした天使（チャッキー〈ケヴィン・J・オコナー〉）※日本テレビ版
- ビッグ・ビジネス（チャック）※ソフト版
- ビリー・バスゲイト（ルル）
- ビルとテッドの地獄旅行（ビル・プレストン〈アレックス・ウィンター〉）※ソフト版
- ファイティング・キッズ（スピッツ）
- ファングルフ/月と心臓（クリス〈フィル・バックマン〉）※テレビ東京版
- 不思議の国のアリス（グリフォン〈スパイク・ミリガン〉）
- ブラス!（フィル〈スティーブン・トンプキンソン〉）
- プレデター2（スコルピオ団の一味、地下鉄のチンピラ）※テレビ朝日版
- プロジェクト・イーグル（アーマン）※ソフト版
- ブロブ/宇宙からの不明物体（スコット・ジェスク）
- プロフェッショナル（ファッツ〈チャーリー・シーン〉）
- ペギー・スーの結婚（リチャード・ロビック〈バリー・ミラー〉）
- ベスト・キッド3/最後の挑戦（マイク・バーンズ〈ショーン・キャナン〉）※VHS版
- ヘルナイト（スコット）
- ペンタグラム/悪魔の烙印（バーテンダー〈ビル・モーズリー〉）※VHS版
- ホーム・アローン2（セドリック〈ロブ・シュナイダー〉）※テレビ朝日版
- ポイント・ブランク（ポール・スペリッキ〈ジェレミー・ピヴェン〉）
- 冒険王（パオ〈金城武〉）
- 星の王子 ニューヨークへ行く（バスケットボール会場の売り子〈ヴォンディ・カーティス＝ホール〉）※フジテレビ版
- ボディガード（サイ・スペクター〈ゲイリー・ケンプ〉[186]）※ソフト版
- ボディ・ターゲット（ビリー〈アンソニー・スターク〉）※ソフト版
- 炎のエクスタミネーター/非情の黙示録（ハロルド）
- ポリスアカデミー5 マイアミ特別勤務（ニック・ラサード〈マット・マッコイ〉）※TBS版
- ポリスアカデミー6 バトルロイヤル（ニック・ラサード〈マット・マッコイ〉）※TBS版、（ダグラス・ファックラー〈ブルース・マーラー〉）※ソフト版
- ホワイトハウス狂騒曲（アーサー・ラインハート）※テレビ朝日版
- 泣かないで ※テレビ朝日版
- マイ・フレンド・フランケン（ブレイン〈パトリック・リッチウッド〉）
- マキシマム・リスク（ペルマン〈ポール・ベン＝ヴィクター〉）※ソフト版 / （デイヴィス）※テレビ朝日版
- マグダレーナ/美しき娼婦（ハンス）
- マスク2（ホルヘ〈カル・ペン〉）※日本テレビ版
- マスターズ/超空の覇者（ケヴィン〈ロバート・ダンカン・マクニール〉）※テレビ東京版
- ミシシッピー・バーニング（レスター・コーエンズ〈プルイット・テイラー・ヴィンス〉）※テレビ朝日版
- Mr.エンジェル/神様の賭け（ビル〈デヴィッド・アラン・グリア〉）
- ミュータント・タートルズ（ラファエロ）※VHS版
- ミュータント・ニンジャ・タートルズ2（ミケランジェロ）※ソフト版
- 未来世紀ブラジル（サム・ラウリー〈ジョナサン・プライス〉）
- MOON44（タイラー・ワイゼンハイマー〈ディーン・デヴリン〉）
- 無ケーカクの命中男/ノックトアップ（トマス・ペラグリノ医師〈ティム・バグレー〉）
- 名犬ラッシー/宇宙は近いぞ、ラッシー!（ダン、ニュースキャスター）
- 燃えよデブゴン8 鬼打鬼（ヨウ）
- 燃えよデブゴン10 友情拳（チンホア〈カサノヴァ・ウォン〉）
- 山猫は眠らない（トーマス・ベケット〈トム・ベレンジャー〉）※テレビ東京版（追加収録部分）
- ヤングガン2（ベル）※VHS版
- 勇気あるもの（トミー・リー・ヘイウッド〈マーク・ウォールバーグ〉）
- ユニバーサル・ソルジャー（ガース）※テレビ朝日版
- ラヴソング（パウ〈エリック・ツァン〉）
- ラピッド・ファイアー（キンマン・"トミー"・タウ〈ツィ・マー〉）※ソフト版
- リプレイスメント・キラー（スタン・ジーコフ〈マイケル・ルーカー〉）
- ロッキー
- ロックアップ（ファーストベース）
- ワイルドキャッツ（トルーメイン〈ウェズリー・スナイプス〉）
- 若き勇者たち（ダリル）
- 101（アロンゾ〈ティム・マッキナリー〉）※テレビ朝日版
- 102（ワドルスワース〈エリック・アイドル〉）
- ワンス・アラウンド（ジム〈グレッグ・ジャーマン〉）
- ワン・モア・タイム（アレックス・フィンチ〈ロバート・ダウニー・Jr〉）

#### ドラマ
- iCarly
- 悪魔の異形 #6（フィル・ピータース）
- 梨泰院クラス（パク・ソンヨル〈ソン・ヒョンジュ〉[187]）
- インディ・ジョーンズ/若き日の大冒険
- V（ダニエル・バーンステイン）※ソフト版
- V2/ビジターの逆襲（カイル・ベイツ）※VHS版
- NCIS 〜ネイビー犯罪捜査班（トバイアス・C・フォーネル〈ジョー・スパーノ〉）※シーズン11から
- オン・ジ・エアー（ミッキー〈メル・ジョンソン・Jr〉）
- ジェシカおばさんの事件簿（グレイディ・フレッチャー〈マイケル・ホールトン〉）
- ジム・ヘンソンのストーリーテラー（フィアノット〈リース・ディンズデール〉）
- ジム・ヘンソンのファンタジー・ワールド
- シャーロック・ホームズの冒険 ボスコム渓谷の惨劇（ジョージ）
- ジョーイ シーズン2 #13（アルバート〈ジョン・マイケル・ヒギンズ〉）
- 私立探偵マグナム（オーヴィル・"リック"・ライト〈ラリー・マネッティ〉）※テレビ東京版
- スーパーキャリア/超巨大空母緊急出動!（ウィロビー）
- ターザンの大冒険（テレンス）※NHK-BS2版
- チャッキー（チャッキー〈ブラッド・ドゥーリフ〉）
- 超音速攻撃ヘリ エアーウルフ シーズン2 #2（エヴェレット）
- 特攻野郎Aチーム
  - シーズン2 #8（ダグ・メイヤー）
  - シーズン4 #20（若き日のリッチー）
  - シーズン5 #9（ボビー）
- パワーレンジャー（パイノオクトパス〈トム・ワイナー〉）
- ファミリータイズ シーズン3 #12（クレイグ・デュヴァル）
- フェーム/青春の旅立ち シーズン1 #9（ジョーイ〈グレッグ・バーガー〉）
- ふたりは最高!ダーマ&グレッグ（ピート〈ジョエル・マーレイ〉）
- フラグルロック（レンチ）
- フレンズ（バリー〈ミッチェル・フィットフィールド〉）
- 冒険野郎マクガイバー シーズン2 #11（フレッド）
- ミステリー・グースバンプス（エピソード 20）（ナイトウィング）
- モンスターズ シーズン1 #16（ジェームズ）
- 世にも不思議なアメージング・ストーリー シーズン2 #2（バート）、#4（ハリー）、『キス・ミー』（ピザ宅配員）
- ロイヤル・スキャンダル 〜エリザベス女王の苦悩〜（ロバート・ジョブソンのボイスオーバー）
- 鷲の翼に乗って（ラシード〈イーサイ・モラレス〉）

#### アニメ
- アバター 伝説の少年アン (火の王オザイ)
- イン・ヤン・ヨー!（ジョーボ）
- ザ・シンプソンズ（クラスティー〈初代〉、フランク・グライムズ、トロイ・マクルアー、カング〈2代目〉他）
  - ザ・シンプソンズ MOVIE（クラスティー）※オリジナル版
- ジャングル・ブック（モンキー）※ブエナビスタ版
- スター・ウォーズシリーズ（ルーク・スカイウォーカー）
  - イウォーク物語（パプルー）※DVD版
  - スター・ウォーズ ドロイドの大冒険（ギャフ）※DVD版
  - LEGO スター・ウォーズ エンパイア・ストライクス・アウト
  - LEGO スター・ウォーズ/恐怖のハロウィーン
- スチュアート・リトル3 森の仲間と大冒険（ビックル〈ピーター・マクニコル〉）
- スヌーピーとチャーリー・ブラウン（シュレーダー）
- ダンボ（帽子カラス）※1983年再公開版
- 天国から来たわんちゃん チャーリーのお話（イッチー）
- パパはグーフィー
- ピンクパンサー（妖精）
- ミュータント・タートルズ（ドナテロ〈2代目〉）※東和ビデオ版
- バックス・バニーのぶっちぎりステージ（マービン・ザ・マーシャン）
- ヨウゼン（玉鼎真人[188]）

#### 人形劇
- きかんしゃトーマス（ステップニー、ピーター・サムの機関助手、ヘンリーの機関士、ビルの機関士、信号手、青いオーバーオールの作業員）※フジテレビ版

### ラジオ
※はインターネット配信。
- 感伝ラジオ by日俳連（2017年、音泉※）[189]

### 特撮
1980年
- 仮面ライダー (スカイライダー)（仮面ライダー2号の声、仮面ライダーV3の声）
- 仮面ライダー 8人ライダーVS銀河王

1984年
- 10号誕生!仮面ライダー全員集合!!

1994年
- ウルトラスーパーファイト（ナレーター、ウルトラセブンの声、妄想ウルトラセブンの声、宇宙大怪獣ベムスターの声、放浪宇宙人ペガッサ星人の声 他）

2001年
- 百獣戦隊ガオレンジャー（タイヤオルグの声）

2002年
- 忍風戦隊ハリケンジャー（サタラクラの声、キャスター）
- 忍風戦隊ハリケンジャー シュシュッと THE MOVIE（サタラクラの声）

2003年
- 忍風戦隊ハリケンジャーVSガオレンジャー（サタラクラの声）

2004年
- 特捜戦隊デカレンジャー（アルパチの声、パイロウ星人コラチェクの声）

2005年
- 仮面ライダー響鬼超（ハイパー）バトルDVD明日夢変身!キミも鬼になれる!!（瑠璃狼〈ルリオオカミ〉の声、浅荵鷲〈アサギワシ〉の声）

2006年
- 轟轟戦隊ボウケンジャー（ターロンの声）

2007年
- 獣拳戦隊ゲキレンジャー（ヒヒの声）

2009年
- 炎神戦隊ゴーオンジャー（チラカソーネの声）

2010年
- 侍戦隊シンケンジャー スペシャルDVD 光侍驚変身（ナナシ / スーパーナナシの声）
- 天装戦隊ゴセイジャー エピックON THEムービー（明星のデインバルトの声）

2011年
- 海賊戦隊ゴーカイジャー（サタラクラJrの声）

2023年
- 王様戦隊キングオージャー（グンダジームの声）

2025年
- 仮面ライダーガヴ（ゾンブの声）
- ナンバーワン戦隊ゴジュウジャー（昭和ノーワンの声）

### テレビドラマ
- オレの愛妻物語 第6話（1978年、日本テレビ）キャバレーの客
- 熱中時代・刑事編 （1979年、日本テレビ）
  - 第6話「アイ・ラブ・タケシ」 - 男子寮社員
  - 第26話「ハッピーだぜ！熱中刑事」 - 喫茶店マスター
- ジャングル（1987年、日本テレビ）アナウンサー、無線の声 他
- 痛快!婦警候補生やるっきゃないモン! 第19話（1987年、テレビ朝日）
- 水木しげるのゲゲゲの怪談（2013年、フジテレビ）目玉おやじの声
- 監獄のお姫さま（2017年、TBS）『バック・トゥ・ザ・フューチャー』のドクとマーティの声

### テレビ番組
- オレたちひょうきん族（1984年9月29日、フジテレビ）「よく見りゃ有名人」、島田紳助、下條アトムのそっくりさんとして出場
- 探検王国 そんなことアルマジロ（1996年 - 1998年、朝日放送制作・テレビ朝日系列）アルマジロ
- ビートたけしの禁断の大暴露!!超常現象(秘)Xファイル（1997年、テレビ朝日）声の出演
- ゴジラ海を渡る 世界制覇へのシナリオ（1998年、NHK）ローランド・エメリッヒの声
- たったひとつの地球（2004年 - 2006年、NHK教育）コテン、ナレーション
- いただきマッスル!（2006年、中京テレビ制作・日本テレビ系列）ナレーター
- KIRIN ART GALLERY 美の巨人たち（2007年 - 、テレビ東京系列）声の出演
- 世界の果てまでイッテQ!（2007年 - 、日本テレビ）外国人吹き替え
- 日本偉人大賞2007 歴史を変えた超エライ人SP（2007年、フジテレビ）聖徳太子の声
- THE世界遺産（2008年、TBS）声の出演
- 日立 世界・ふしぎ発見!（2009年、TBS）豊臣秀吉
- リアルスコープZ・超潜入!リアルスコープハイパー（2010年 - 2012年、フジテレビ）声の出演
- 超ド級!世界のありえない映像（2011年、フジテレビ）外国人吹き替え
- NHKスペシャル（声の出演）
  - 完全解凍!アイスマン〜5000年前の男は語る〜（2013年）
  - アジア巨大遺跡（2015年）
- カスペ!「世界を騒がせた大事件 ニュースの本人直撃SP」（2014年、フジテレビ）声の出演
- 絶対に笑ってはいけない大脱獄24時 劇中アニメ「ムキムキ爺さん」（2014年、日本テレビ）田中の爺さん
- 爆報! THE フライデー（2015年、TBS）声の出演
- 水曜日のダウンタウン（2015年、TBS）「蛭子能収を越えるクズ、そうそういない説」店主の声
- 第66回NHK紅白歌合戦（2015年12月31日、NHK）目玉おやじの声
- 見破れ!!トリックハンター春の2時間スペシャル!（2016年4月6日、日本テレビ）声の出演
- BS1スペシャル ナイキを育てた男たち〜“SHOE DOG”とニッポン〜（2018年4月29日、NHK、ナイキ創業メンバー ボブ・ウッデル）
- 公開直前!「ドラゴンボール超 ブロリー」超研究（2018年12月13日）本人出演
- 中居正広の金曜日のスマイルたちへ（2021年5月7日、TBS）ナレーション、本人出演

### インターネットテレビ
- ニコニコ生放送ドラゴンボールヒーローズ4周年イベント ブロリー超サイヤ人4爆誕祭（ニコニコ動画内：2014年10月5日）
- 大脱出（2023年、DMM TV）声の出演

### パチンコ・パチスロ
- 奥村遊機：「CR怪物くん デーモンの剣」（シャボンアワール）
- サミー：「CR北斗の拳 伝承」「CR北斗の拳 強敵（とも）」（ユダ）
- サミー：「CR蒼天の拳」（田学芳）
- SANKYO：「CRフィーバースター・ウォーズ ダース・ベイダー降臨」（ルーク・スカイウォーカー）

### CM
- ミツウロコ（さくら友蔵）
- エーザイ（さくら友蔵）
- レッドブル アリババ編（盗賊）
- AT-Xエルドランシリーズ番組宣伝（2014年11月）（エルドラン）
- ケーズデンキ（さくら友蔵）
- 宝くじ ビンゴ5（2018年）（目玉おやじ）[192]
- 紅茶花伝クラフティー
- ホットペッパーグルメ（さくら友蔵）

### その他コンテンツ
- 東京ディズニーシー
  - ロストリバーデルタ（2001年）リポーターラジオの声
  - アラジンのホールニューワールド（2005年）ガリレオの声
- 総務部総務課山口六平太（2007年、法務省）有馬貴臣
- ドラゴンボール改 スーパーバトルステージ（2010年）ブロリー
- 完全勝利ダイテイオー プロモーションディスク 完全勝利Ver.（エルドラン[193]、流崎力哉[193]、白金太郎）